# Merioproscelum penicilligerum
Merioproscelum penicilligerum är en mångfotingart som beskrevs av Karl Wilhelm Verhoeff 1924. Merioproscelum penicilligerum ingår i släktet Merioproscelum och familjen Iulomorphidae. Inga underarter finns listade i Catalogue of Life.